# کدهای هالند

شش‌ضلعی کدهای هلند، ارتباط میان هرکدام از شخصیت‌ها با شخصیت‌های کناری خود بهتر است. همچنین با محیط‌های کاری مربوط به آنها. تغییر حالت این کدها در قطرها نیز مشخص شده‌است.

کدهای هالند یا تم شغلی هالند (RIASEC)، یک نظریهٔ مشاغل و انتخاب شغل بر اساس نوع شخصیت است. این کدهای شخصیت‌شناسی توسط روان‌شناس جان ل. هالند در دهه ۱۹۷۰ توسعه داده شد. هر حرف یا کد مخفف یک «نوع» خاص شخصیت است. این شخصیت یا تیپ‌ها به شکل زیر است.

## واقع‌گراها
واقع‌گراها یا عمل‌کننده‌ها به انگلیسی (Realistic): افرادی که دوست دارند با چیزها کار کنند. آنها تمایل به اطمینان و رقابت دارند و به فعالیت‌هایی که نیاز به هماهنگی حرکتی، مهارت و قدرت دارند علاقه‌مند هستند. آنها به جای صحبت کردن در مورد چیزی یا نشستن و فکر کردن در مورد آن، با حل کردن خود آن کار، مشکل را برطرف می‌کنند. آنها همچنین رویکردهای مشخص برای حل مسئله را به تئوری انتزاعی ترجیح می‌دهند و تمایل دارند که بیشتر بر حوزه‌های علمی یا مکانیکی تمرکز داشته باشند تا فرهنگی و زیبایی‌شناسی. برخی از رشته‌ها و مشاغل این تیپ و شخصیت شامل موارد زیر است:
- کشاورز
- معمار
- دونده دو و میدانی
- نجار
- هنرهای آشپزی/ آشپز
- علوم شیمی و شیمی‌دان
- مهندسی کامپیوتر/ علوم رایانه/ فناوری اطلاعات/ برنامه‌نویس
- دندان‌پزشک
- مهندس
- طراح مد
- آتش‌نشان
- گرافیست
- مدل
- نوازنده
- موسیقی‌دان
- پرستار
- جنگل‌بان
- مربی شخصی
- عکاس
- فیزیوتراپیست
- راننده
- جراح
- دامپزشک
- توسعه‌دهندهٔ وب
- جانورشناس و زیست‌شناس

## جستجوگران
جستجوگران یا متفکران، به انگلیسی (Investigative) افرادی که ترجیح می‌دهند با داده یا Data کار کنند. آنها دوست دارند به جای اقدام، به سازماندهی و درک اطلاعات فکر و مشاهده کنند، نه اینکه بتوانند کسی یا چیزی را قانع کنند. آنها همچنین فعالیت‌های فردی را به کارهای مردم‌گرا و جمعی یا تیمی ترجیح می‌دهند. برخی از رشته‌ها و مشاغل این تیپ و شخصیت شامل موارد زیر است:
- کارآفرین
- امور بایگانی
- کتابدار
- کارشناس در زمینهٔ آمار زیستی
- کارشناس در زمینهٔ بهداشت عمومی
- نجار
- شیمی‌دان
- کارمند
- مهندسی کامپیوتر
- مشاور
- دندان‌پزشک
- متخصص تغذیه
- پزشک
- مهندس
- اپیدمیولوژی
- امور مالی
- وکالت
- پرستار
- داروساز
- فیزیوتراپی
- فیزیک‌دان
- شاعر
- نویسندهٔ خلاق
- استاد و پژوهشگر
- روان‌شناس
- مددکار اجتماعی
- جراح
- نویسندهٔ فنی
- مدرس و معلم
- دامپزشک
- توسعه‌دهندهٔ وب
- جانورشناس و زیست‌شناس

## آفرینندگان هنری
آفرینندگان هنری، به انگلیسی (Artistic) افرادی که دوست دارند با ایده‌ها، نظرها و چیزها کار کنند. برخی از رشته‌ها و مشاغل این تیپ و شخصیت شامل موارد زیر است:
- معمار
- روزنامه‌نگاری
- مبلغ مذهبی
- مشاور[۵]
- هنرهای آشپزی
- کارآفرین[۶]
- طراحی مد
- طراح گرافیک
- مدل
- نوازنده
- جنگل‌بان
- شاعر[۷]
- روان‌شناسی
- روان‌شناس
- هنر درمانگر؛ رقص‌درمانی، درام‌تراپی یا تئاتردرمانی، موسیقی‌درمانی
- روابط عمومی
- عکاس
- معلم
- نویسندهٔ فنی[۸]
- محقق
- مربی
- مترجم
- توسعه‌دهندهٔ وب

## یاران
اجتماعی یا یاران به انگلیسی: (Social) افرادی که دوست دارند با مردم همکاری کنند و به نظر می‌رسد نیازهای خود را در آموزش یا کمک به شرایط برآورده می‌کنند.

## ترغیب‌کننده‌ها
ترغیب‌کننده یا هواداران، به انگلیسی: (Enterprising): افرادی که دوست دارند با افراد و داده‌ها کار کنند.

## سازمان‌دهندگان
قراردادی یا سازمان دهندگان، به انگلیسی: (Conventional) افرادی که ترجیح می‌دهند با «داده» کار کنند و قوانین و مقررات را می‌پسندند و بر خودکنترلی تأکید می‌کنند. ساختار و نظم را دوست دارند و از کار بدون ساختار یا نامشخص و موقعیت‌های بین فردی بیزار هستند.

## نقش‌های اجتماعی کهن
جان جانسون از دانشگاه ایالتی پنسیلوانیا راه دیگری از طبقه‌بندی شش نوع را از طریق نقش‌های اجتماعی کهن پیشنهاد کرد:
- شکارچیان (واقع گرا)
- شمن (جستجو گر)
- صنعتگران (هنری)
- شفا دهندگان (اجتماعی)
- رهبران (متهورانه)
- نگهبانان (قراردادی)